# Claire-Lise de Benoit
Claire-Lise de Benoit (Calcutta, 28 augustus 1917 - 15 november 2008) was een Zwitserse onderwijzeres en schrijfster.

## Biografie
Claire-Lise de Benoit werd geboren in Calcutta in Brits-Indië. Ze was een dochter van Pierre de Benoit, een arts en zendeling, en van Renée van Berchem. Ze was lid van diverse religieuze comités en was tevens specialiste in het onderwijzen van de Bijbel aan kinderen. Ze schreef daaromtrent ook diverse werken, zoals het vijfdelige Études bibliques (1941-1945), C'est vrai! et chacun doit le savoir (1975; vertaald in 79 talen) en L'important, c'est l'enfant (1993). Van 1939 tot 1991 gaf ze les aan het door haar vader opgerichte Emmaüsinstituut in Saint-Légier-La Chiésaz.

## Werken
- (fr)  Études bibliques, 1941-1945.
- (fr)  C'est vrai! et chacun doit le savoir, 1975.
- (fr)  L'important, c'est l'enfant, 1993.

- Bibsys: 90149066
- Gemeinsame Normdatei: 126035490
- Historisch woordenboek van Zwitserland: 011035
- International Standard Name Identifier: 0000 0001 0331 8688
- Nationale Bibliotheek van Letland: 000073077
- Nationale Bibliotheek van Tsjechië: xx0198890
- Nationale Bibliotheek van Israël: 987007258426605171
- Nederlandse Thesaurus van Auteursnamen: 072523492
- Système universitaire de documentation: 261837036
- Virtual International Authority File: 12304914
- WorldCat: E39PBJvH8KdRcKFJK6rRytJhpP